# 南極灣

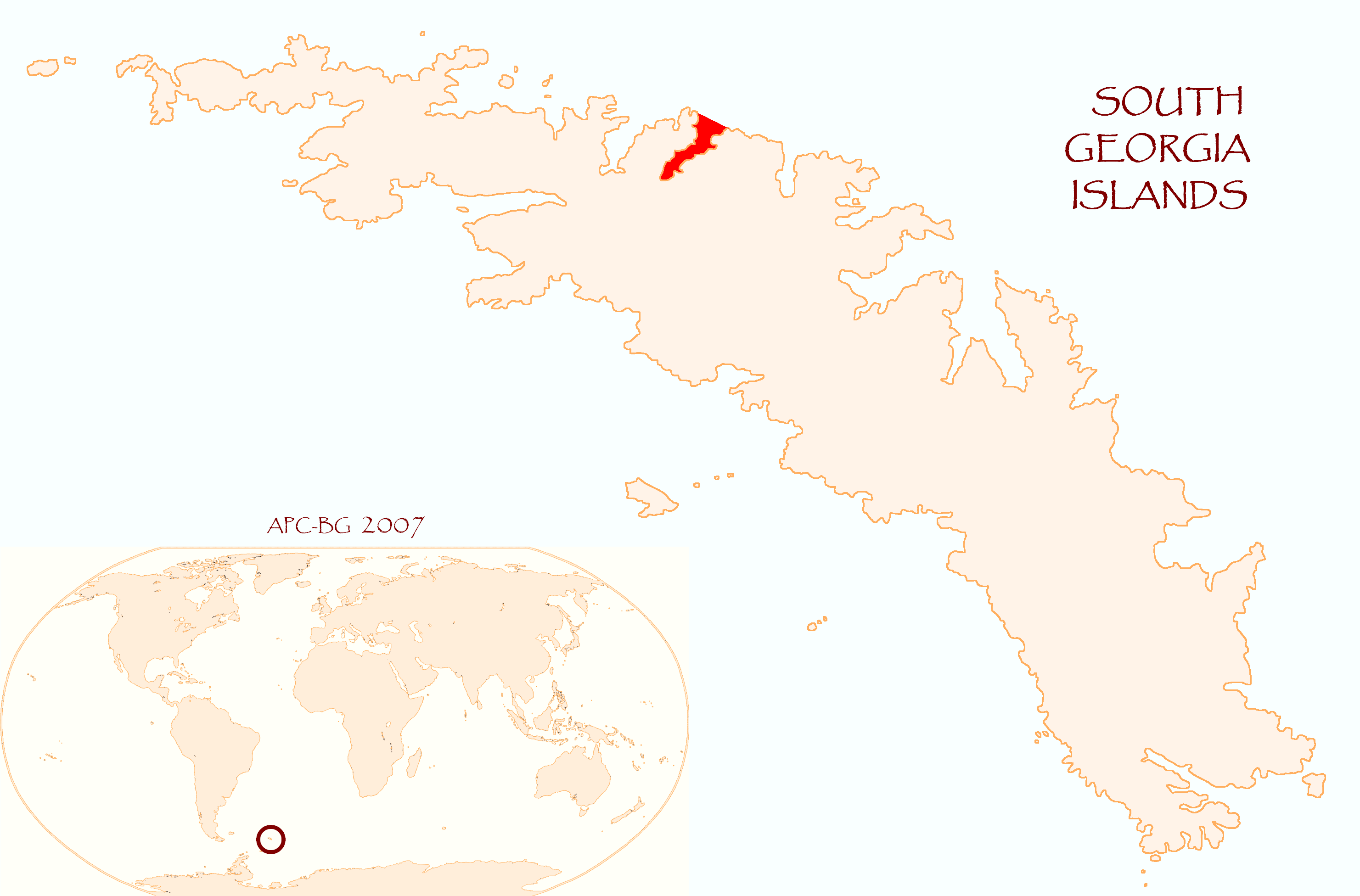
南極灣在南喬治亞島的位置

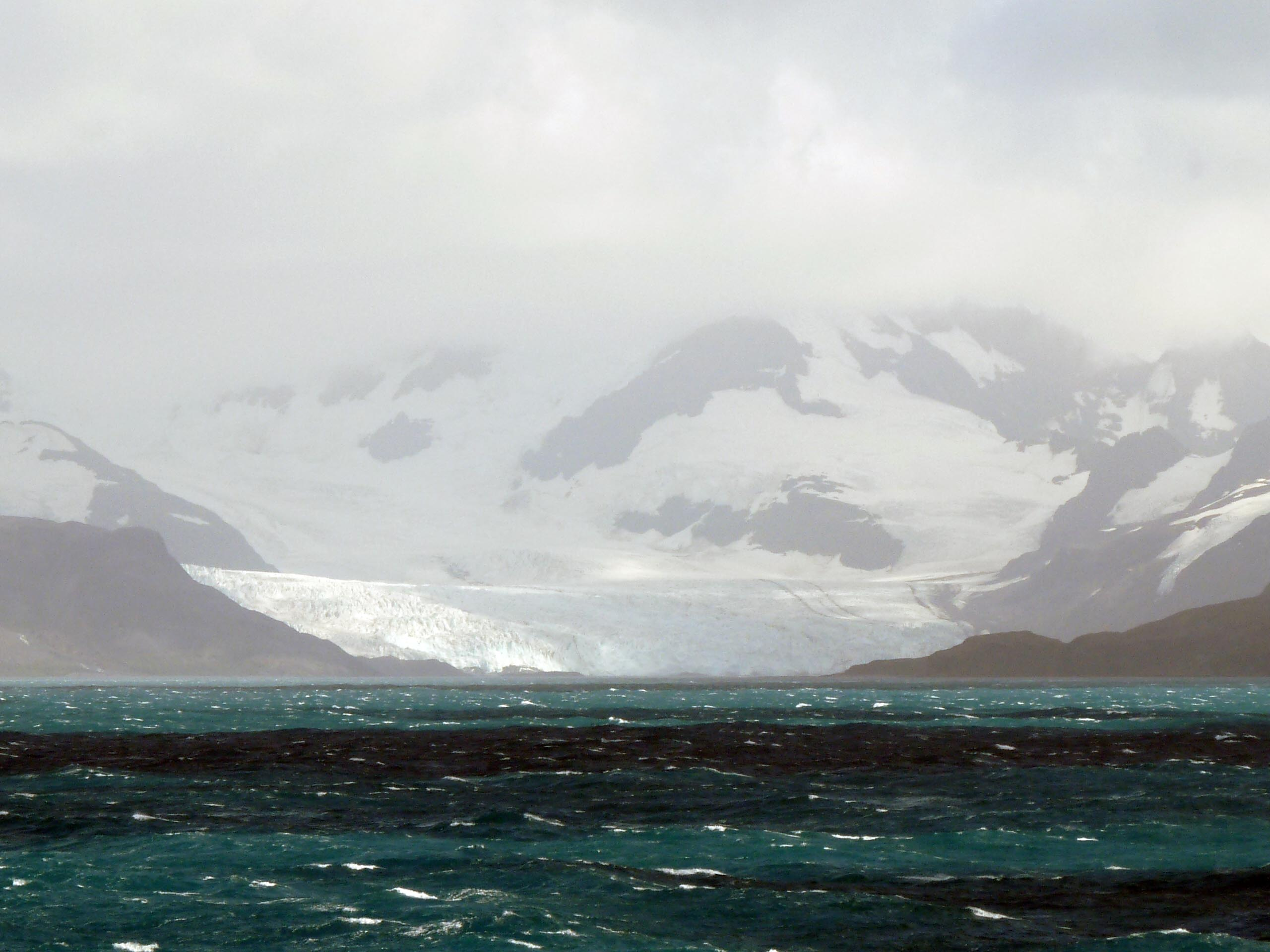

南極灣（英語：Antarctic Bay），是南極洲的海灣，位於南喬治亞島北岸，長6公里、寬1.6公里，在1775年由詹姆斯·庫克率領的英國探險隊發現，現時由英國海外領土南喬治亞與南桑威奇群島管轄。